# لمن تشرق الشمس (مسلسل)
لمن تشرق الشمس هو مسلسل كويتي بدأ عرضه في غرة رمضان 1419 هـ، الموافق 20 ديسمبر 1998.

## مصدر
صفحة المسلسل على قاعدة بيانات الأفلام العربية.